# Seseganaga Lake
Der Seseganaga Lake ist ein See im Thunder Bay District in der kanadischen Provinz Ontario.

## Lage
Der Seseganaga Lake ist ein weitverzweigter See südlich des Wabakimi Provincial Parks. Er hat eine maximale Längsausdehnung von 40 km sowie eine Fläche von ungefähr 120 km². Der Seseganaga Lake liegt im Bereich des Kanadischen Schilds auf einer Höhe von 424 m. Er wird vom Fluss Allan Water von Süden nach Norden durchflossen und zum nördlich gelegenen See Kawaweogama Lake entwässert. Ein Abzweig vom Brightsand River unterhalb des Wapikaimaski Lake stellt einen weiteren größeren Zufluss des Seseganaga Lake dar.

## Seefauna
Der abgelegene See wird üblicherweise per Wasserflugzeug erreicht. Er ist Ziel von Angeltouristen. Im See werden folgende Fischarten gefangen: Glasaugenbarsch, Hecht und Amerikanischer Seesaibling.